# Come into My World
„Come into My World” – singel australijskiej piosenkarki Kylie Minogue, pochodzi z albumu Fever (z 2001 roku). Utwór napisali Rob Davis i Cathy Dennis.
Teledysk do piosenki znalazł się na 59. miejscu na liście 100 największych teledysków wszech czasów magazynu Rolling Stone.

## Listy utworów / Formaty / Inne wersje
| UK CD 1 (CDRS6590) 1. "Come Into My World" [Single Version] — 4:06 2. "Come Into My World" [Ashtrax Mix] — 5:02 3. "Come Into My World" [Robbie Rivera's Hard and Sexy Mix] — 7:01 4. "Come Into My World" [Video] UK CD 2 (CDR6590) 1. "Come Into My World" [Single Version] — 4:06 2. "Love at First Sight" [Live Version 2002 Edit] — 4:19 3. "Fever" [Live Version 2002] — 3:43 UK DVD Single (DVDR6590) 1. "Come Into My World" [Kylie Fever Live Video] — 6:12 2. "The Making of Come Into My World" 3. "Come Into My World" [Fischerspooner Mix Slow] | Remiksy 1. Fischerspooner Mix — 4:20 2. Fischerspooner Mix (Slow Version) 3. Robbie Rivera's Hard and Sexy Mix — 7:01 4. Robbie Rivera's NYC Dub — 7:05 5. Robbie Rivera's Manhattan Mix — 12:49 (commissioned, but never released) 6. Baby Ash Mix (AKA Ashtrax Mix) — 5:02 Live Versions 1. Live Version 2002 (Kylie Fever Tour) 2. Ballad Live Version 2005 (Showgirl Tour) |